# Thunbergia lamellata
Thunbergia lamellata är en akantusväxtart som beskrevs av William Philip Hiern. Thunbergia lamellata ingår i släktet thunbergior, och familjen akantusväxter. Inga underarter finns listade i Catalogue of Life.